# Argentré
 Argentré  es una población y comuna francesa, situada en la región de Países del Loira, departamento de Mayenne, en el distrito de Laval y cantón de Argentré.

## Demografía
| 1087 | 1043 | 1246 | 1844 | 2160 | 2325 |
| Para los censos de 1962 a 1999 la población legal corresponde a la población sin duplicidades (Fuente: INSEE [Consultar]) |      |      |      |      |      |